# Mentissa
Mentissa Aziza (Denderleeuw, 4 de abril de 1999), conocida simplemente como Mentissa, es una cantautora belga. Habla francés y neerlandés (flamenco).

## Biografía
Mentissa Aziza nació en Denderleeuw en 1999. Sus primeras aficiones fueron el baile y los desfiles de majorettes cuando, a los 12 años, la serie Glee despertó su deseo de cantar.
En 2014, Mentissa se unió al elenco de La voz kids en Bélgica. Era la primera vez que participaba en un programa de televisión. Ganó el concurso de talentos el 24 de octubre, como parte del equipo Natalia Druyts.
En 2019, apareció en The Voice of Holland. Un año más tarde, audicionó en París para entrar en la décima edición de la versión francesa de The Voice, en la que terminó en tercer lugar como parte del equipo Vianney.
En octubre de 2021, se unió al sello discográfico Tôt ou Tard. La difusión de la canción "Et bam" en la radio lanzó su carrera. Su primer álbum, La Vingtaine, fue lanzado el 18 de noviembre de 2022.
Mentissa abrió el concierto de Vianney en el Olympia los días 24, 25 y 26 de noviembre de 2022 y emprendió su primera gira solo tres meses después, en febrero de 2023.
En 2024, se convirtió en coach de la undécima temporada de La voz Bélgica junto a Beverly Jo Scott, Christophe Willem y Hatik.

## Discografía

### Álbumes de estudio
| Título       | Año  | Mejores posiciones en listas | Mejores posiciones en listas | Mejores posiciones en listas | Mejores posiciones en listas |
| Título       | Año  | FRA                          | BÉL (FL)                     | BÉL (VA)                     |                              |
| ------------ | ---- | ---------------------------- | ---------------------------- | ---------------------------- | ---------------------------- |
| La Vingtaine | 2021 | 46                           | 160                          | 34                           |                              |

### Sencillos
| Título      | Año  | Mejores posiciones en listas | Mejores posiciones en listas | Mejores posiciones en listas | Álbum        |
| Título      | Año  | FRA                          | BÉL (FL)                     | BÉL (VA)                     | Álbum        |
| ----------- | ---- | ---------------------------- | ---------------------------- | ---------------------------- | ------------ |
| "Et bam"    | 2021 | 49                           | —                            | 43                           | La Vingtaine |
| "Balance"   | 2022 | —                            | —                            | —                            | La Vingtaine |
| "Mamma mia" | 2023 | 40                           | 40                           | 6                            | La Vingtaine |